# Nelson-Nasenbär
Der Nelson-Nasenbär, auch als Insel- oder Cozumel-Nasenbär bezeichnet (Nasua nelsoni) ist eine Raubtierart aus der Familie der Kleinbären (Procyonidae). Nelson-Nasenbären sind auf der Insel Cozumel, die der mexikanischen Halbinsel Yucatán vorgelagert ist, endemisch.

## Merkmale
Der Nelson-Nasenbär ähnelt dem Weißrüssel-Nasenbär, unterscheidet sich aber durch sein kurzes, recht weiches, seidiges Fell und die deutlich geringere Größe, die eine Form der Inselverzwergung darstellt. So erreicht der Nelson-Nasenbär, allerdings überlappend mit der Größe der Festlandtiere, eine Gesamtlänge von 74 bis 78 Zentimeter, während die Tiere auf dem Festland mehr als 1 Meter Länge erreichen. Sein Fell ist dunkel rötlich braun und etwas gräulich, der Schwanz nicht gebändert.

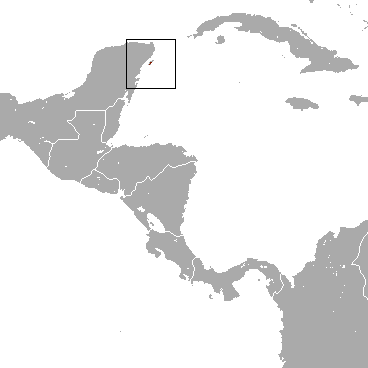
Verbreitungskarte des Nelson-Nasenbärs

## Lebensweise
Über ihre Lebensweise ist kaum etwas bekannt, sie scheint der Lebensweise des Weißrüssel-Nasenbären ähnlich zu sein.

## Gefährdung
Der Nelson-Nasenbär ist sehr selten. Die IUCN listete ihn 1996 als stark gefährdet (Endangered, EN), wegen taxonomischer Änderungen – die IUCN stuft den Nelson-Nasenbär inzwischen als Unterart des Weißrüssel-Nasenbären ein – ist er in der Roten Liste gefährdeter Arten 2008 jedoch nicht mehr separat aufgeführt. Entwürfe zur Einreichung bei der IUCN listen die Art vorläufig als vom Aussterben bedroht (Critically Endangered, CR).
Cozumel liegt in der Hauptzone tropischer Wirbelstürme, so dass Hurrikans die wichtigste Art natürlicher Störungen darstellen. Natürliche Feinde hat der Nelson-Nasenbär keine, er kann allerdings von verwilderten Hunden getötet werden. Die Einschleppung fremder Arten wie Abgottschlange, Hausmäuse und Ratten sowie verwilderte Hunde und Katzen als Räuber, Konkurrenten und Krankheitsüberträger stellen ein Problem dar. Der Nelson-Nasenbär ist weiter durch Introgression und Übertragungseffekte von Erregern und Krankheiten von eingeführten Weißrüssel-Nasenbären, durch den Fang für die Haustierhaltung, durch Bevölkerungswachstum und wachsenden Tourismus gefährdet. Durch den Ausbau des Straßennetzes werden Tiere überfahren, Habitat geht verloren und wird fragmentiert.

## Taxonomie
Der taxonomische Status dieser Art ist umstritten. Neben Merriam hielten Jones and Lawlor (1965) auf Grund der geringeren Größe den Nelson-Nasenbär für eine eigene Art. Auch Hall (1981) und andere sahen im Nelson-Nasenbär eine eigene Art. Glatston (1994) schloss sich dem an, wies aber darauf hin, dass einige Wissenschaftler annehmen, dass es sich um eine von den Maya auf die Insel verschleppte Population handelt. Für Decker (1991) handelt es sich, nach Vergleichen mit Festlandexemplaren, um eine Unterart des Weißrüssel-Nasenbären (Nasua narica nelsoni). Da molekulare Daten, kombiniert mit morphologischen Untersuchungen, auf Artstatus hinweisen, empfehlen Cuarón et al. (2004, 2009) den Nelson-Nasenbär bis zum Vorliegen verlässlicher Daten als eigene Art einzustufen.

## Weblink
- Nasua narica in der Roten Liste gefährdeter Arten der IUCN 2016. Eingestellt von: A.D. Cuarón, K. Helgen, F. Reid, J. Pino, J.F. González-Maya, 2015. Abgerufen am 20. August 2017.